# Coenosia armiger
Coenosia armiger este o specie de muște din genul Coenosia, familia Muscidae, descrisă de Huckett în anul 1934.
Este endemică în Michigan. Conform Catalogue of Life specia Coenosia armiger nu are subspecii cunoscute.